# ألفرد وليامز
ألفرد وليامز (1844 - )  (بالإنجليزية: Alfred Williams)‏ هو لاعب كريكت بريطاني.

## وصلات خارجية
- ألفرد وليامز على موقع إي آس بي آن كريك إنفو (الإنجليزية)